# Radnice v Týně nad Vltavou
Renesanční radnice v Týně nad Vltavou z poloviny 16. století byla barokně přestavěna po požáru roku 1796 ve stylu pozdního baroka. Průčelí s arkádovým loubím je pozdně barokní s klasicistními prvky. Interiér je barokní a klasicistní. Je propojena se sousedním, rovněž renesančním domem čp. 25, zmiňovaným roku 1631, který byl také barokizován a při rekonstrukcích získal arkádové loubí v boční ulici. Oba objekty jsou výraznou dominantou náměstí. Velmi cenné jsou především přízemní prostory obou domů s množstvím klenebních konstrukcí. Celý areál je památkově chráněn.
Objekt radnice čp. 2 se nalézá uprostřed západní strany náměstí Míru, druhá část čp. 25 stojí v nárožní poloze při nástupu do ulice Horní Brašov.

## Historický vývoj
V roce 1564 postihl město jeden z nejničivějších požárů, při němž lehla popelem většina domů na náměstí. Obnovené domy v centru města získaly novou podobu. Dominantní stavbou se kromě kostela stala právě městská radnice (čp. 2).  Střechu měla krytou šindelem, v průčelí štít s městskými hodinami. Radniční loubí bylo čtyřobloukové jako v současnosti. Ve stejném období vznikl nárožní dům pod radnicí (čp. 25).

### Objekt městské radnice čp. 2
Radní podloubí se čtyřmi arkádami bývalo pekařskou tržnicí. V pravé polovině loubí byla umístěna městská váha a postupně i ostatní míry. V radním průjezdu visely žebříky pro případ požáru.
Komory v přízemí vedle průjezdu byly vyhrazeny pro sluhy, solní sklad a od roku 1725 zde byla také městská šatlava. Po příkrých schodech se vstupovalo do prvního patra na mázhaus, který měl nenatíraný dřevěný strop nesený mohutnými průvlaky. Nejdůležitější částí radnice byla radní světnice při západní straně mázhausu.

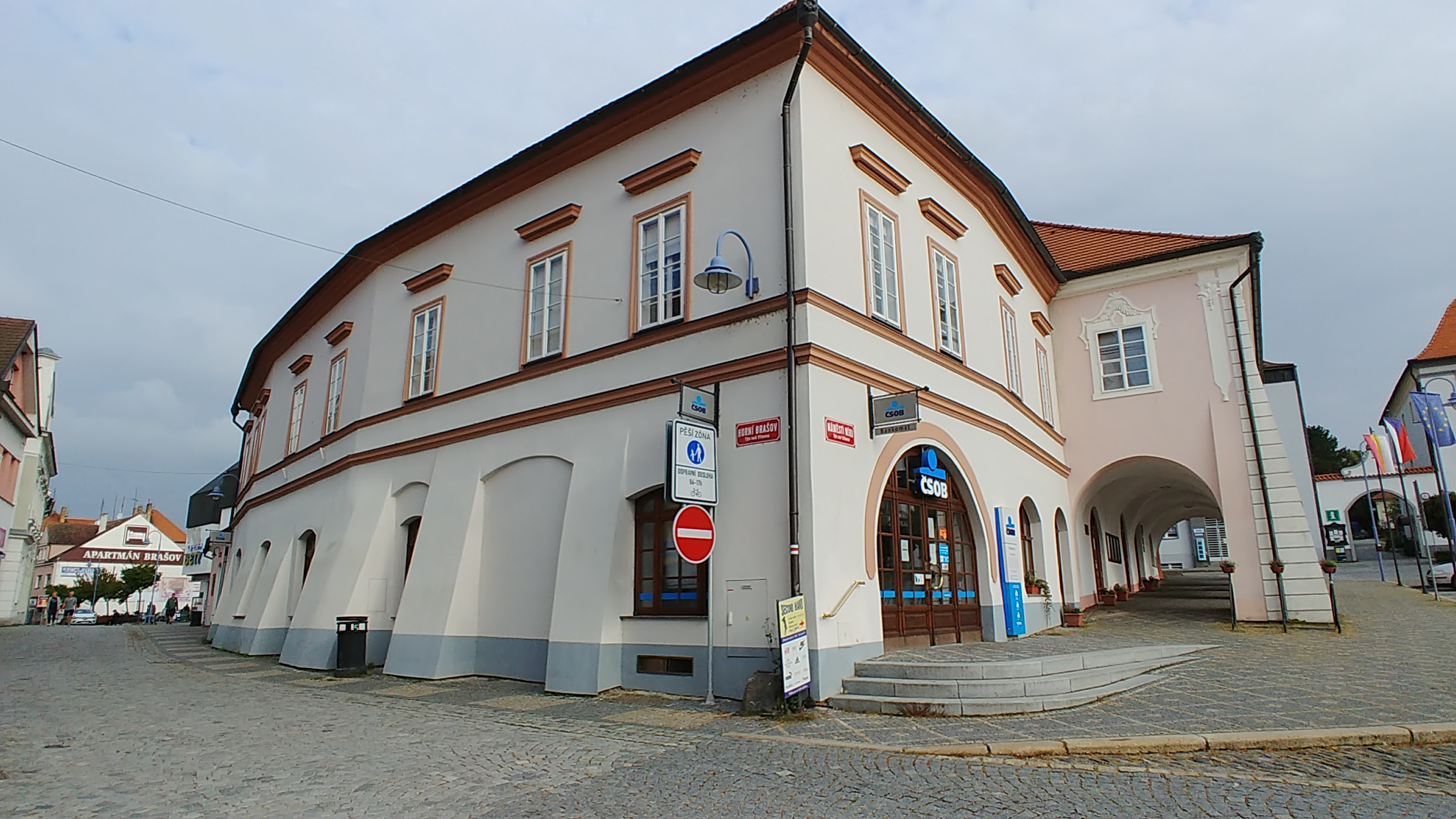
Radnice čp. 25 a čp. 2, pohled z nároží ulice Horní Brašov a náměstí Míru, Týn nad Vltavou

Na radničním dvoře bývala písařova zahrádka a kůlna, později změněná na stáje. Na západní straně dvora existoval již v 16. století pravovárečný městský pivovar. V roce 1627, kdy mělo město pronajato týnské panství, zrušili konšelé vaření piva na radnici a varné pánve byly přestěhovány do panského pivovaru. Varna na radnici zůstala bez využití do roku 1728, kdy byla zásluhou primátora Tomáše Mezery na místě bývalého pivovaru zřízena šenkovna. Roku 1774 bylo bývalé hostinské stavení změněno na obchodní krám a kořalnu. Při velkém požáru města 12. března 1796 vyhořela vedle řady domů také radnice. Na její opravě pracovali místní stavitelé František Kaplický a Jan Kauc, architektem nové stavby byl třeboňský mistr Lyvora. Město však nemělo dostatek prostředků, aby zrenovovalo budovu do původní podoby, nebyla obnovena věžička s hodinami a postrádala náročnější výzdobu. Původně otevřené loubí bylo přepaženo, aby byl získán prostor pro vojenskou strážnici. Roku 1835 a 1869 byla opravována střecha. Po delším sporu obce s arcibiskupským panstvím o právo na pálení kořalky byl starý kupecký krám na dvoře radnice roku 1835 přestavěn na městskou vinopalnu. Roku 1882 byla palírna zrušena a po úpravě vznikla v jejích prostorách roku 1896 Sokolovna.

### Objekt městské radnice čp. 25
Dům čp. 25 díky jeho centrální poloze vždy obývali čelní představitelé města. V druhé polovině 17. století vlastnil dům hejtman vltavotýnského panství Matouš Kherner, po něm Václav Fridrich, purkrabí arcibiskupského zámku a důchodní písař. V roce 1722 zde sídlila poštovní správa, tedy první a nejstarší týnská pošta. Od roku 1811 do roku 1827 měl dům právo výčepní, patřil hostinskému Antonínu Ratayovi. V roce 1876 dům získal bohatý židovský obchodník Moses Pleschner. Ve vlastnictví této rodiny zůstal dům až do druhé světové války, část prostor byla od roku 1936 využívána pro občanskou záložnu. V současné době zde sídlí ČSOB.

## Architektura
Radnice je jednopatrová do náměstí vystupující zděná omítaná budova na půdorysu obdélníku s přistavěným přízemním traktem kolmo na osu hlavní budovy s valbovou střechou s volskými oky. Střecha je krytá bobrovkami.
Radniční budovou s podloubím vede vjezd se stlačeným obloukem do dvou polí křížové klenby bez žeber klenutého průjezdu. Vedle je vchod s půlkruhovým zaklenutím, který vede do přízemní předsíňky zaklenuté jedním polem křížové klenby bez žeber. Z ní vede lomené schodiště s kuželkovou balustrádou do síně s plochým stropem v patře se dvěma skupinami pěti arkád na prostých pilířích. Ze síně vede průchod do dvojtraktového domu čp. 25.
Hlavní průčelí orientované do náměstí je sedmiosé se čtyřmi arkádami, které jsou zaklenuty křížovými klenbami a nesené mohutnými pilíři s půlkruhovými archivoltami. Bíločervená fasáda průčelí je členěna nárožní bosáží, profilovanými lizénami a okny, které mají bohaté rokokové rámování a je ukončena vrcholovou římsou.
Dům čp. 25 je zděná jednopatrová čtyřosá budova s podloubím do ulice 9. května. Má valbovou střechu krytou vídeňskými taškami.

## Galerie

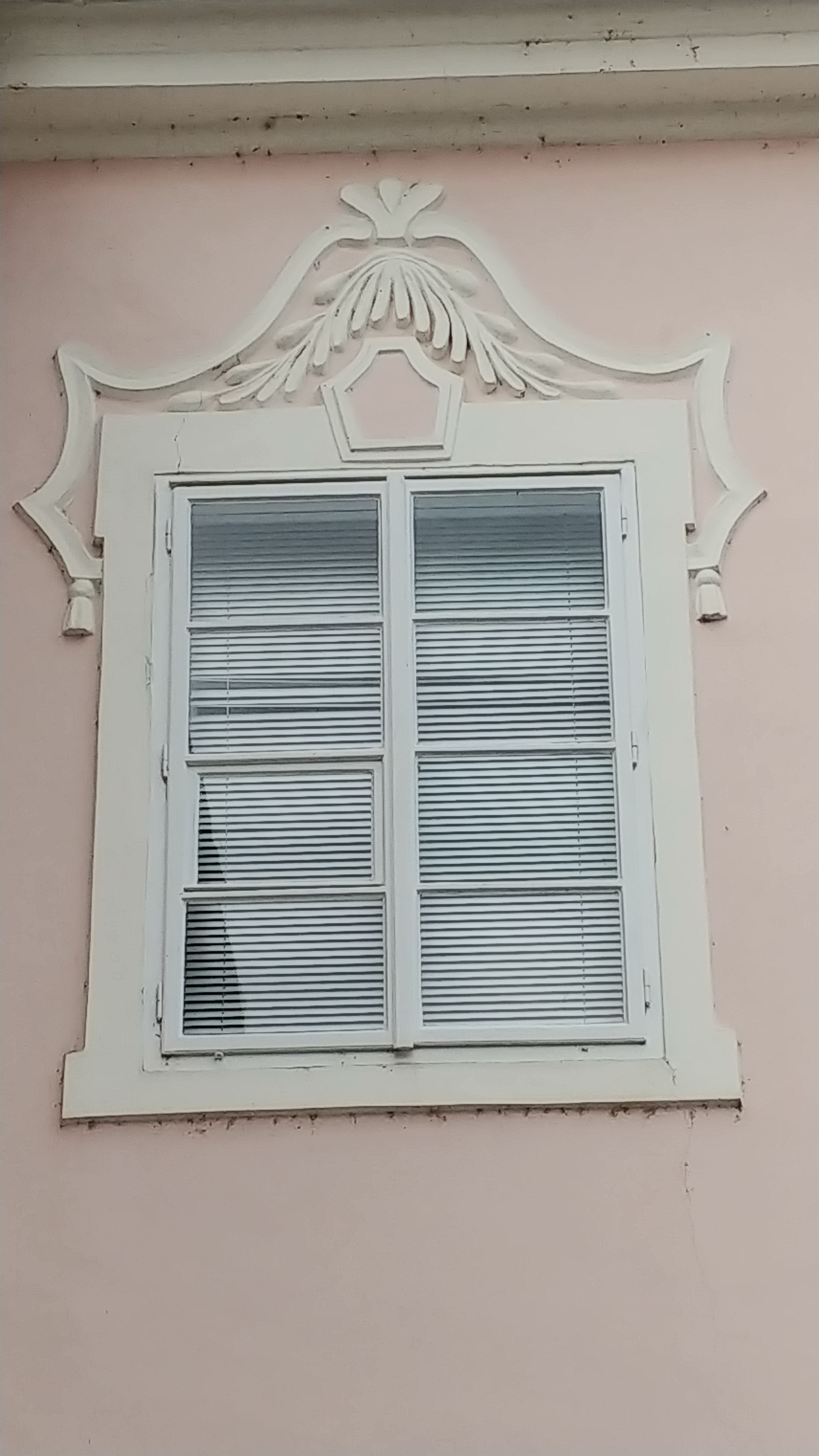
Okno s rokokovým orámováním
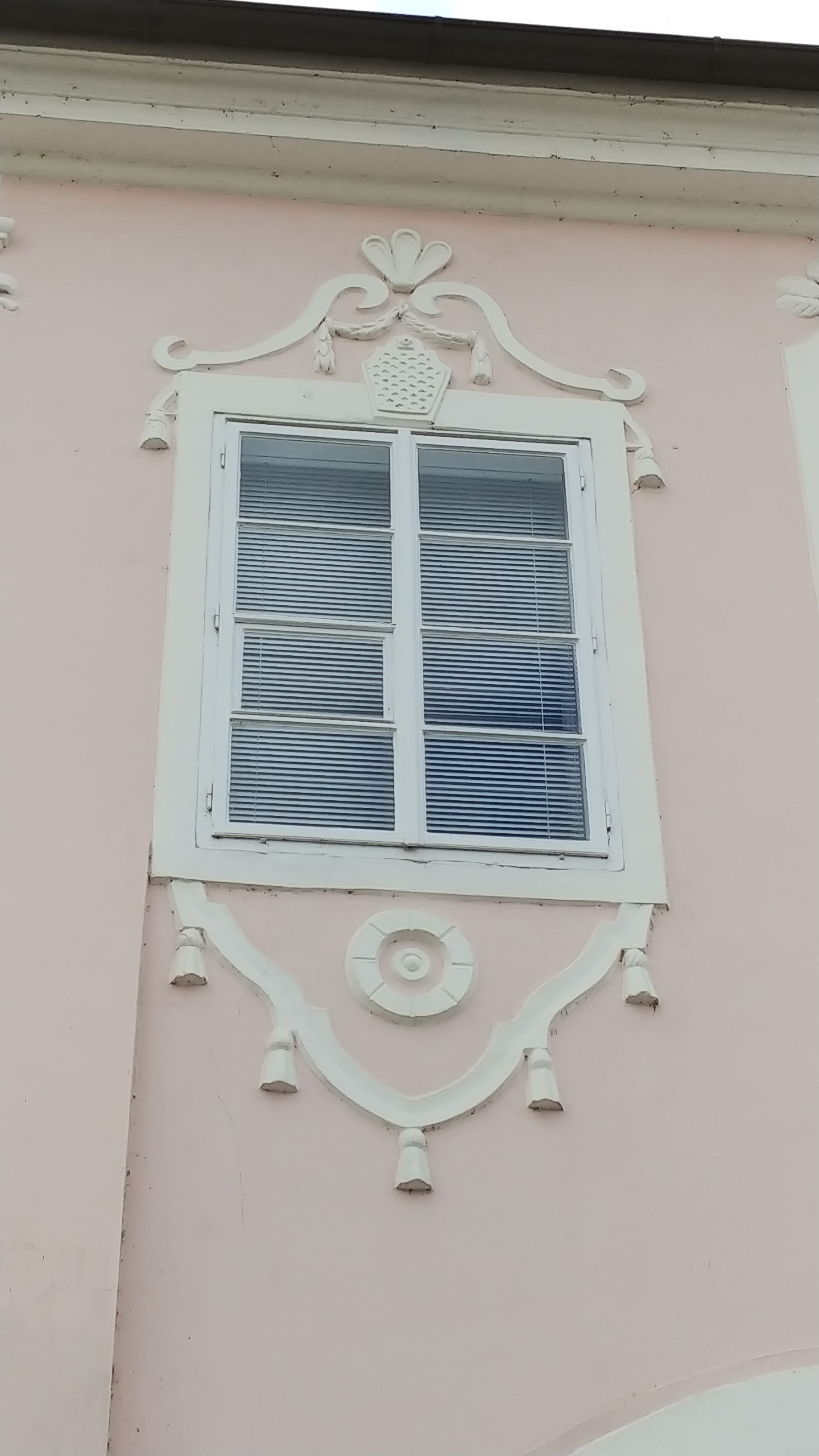
Okno s rokokovým orámováním
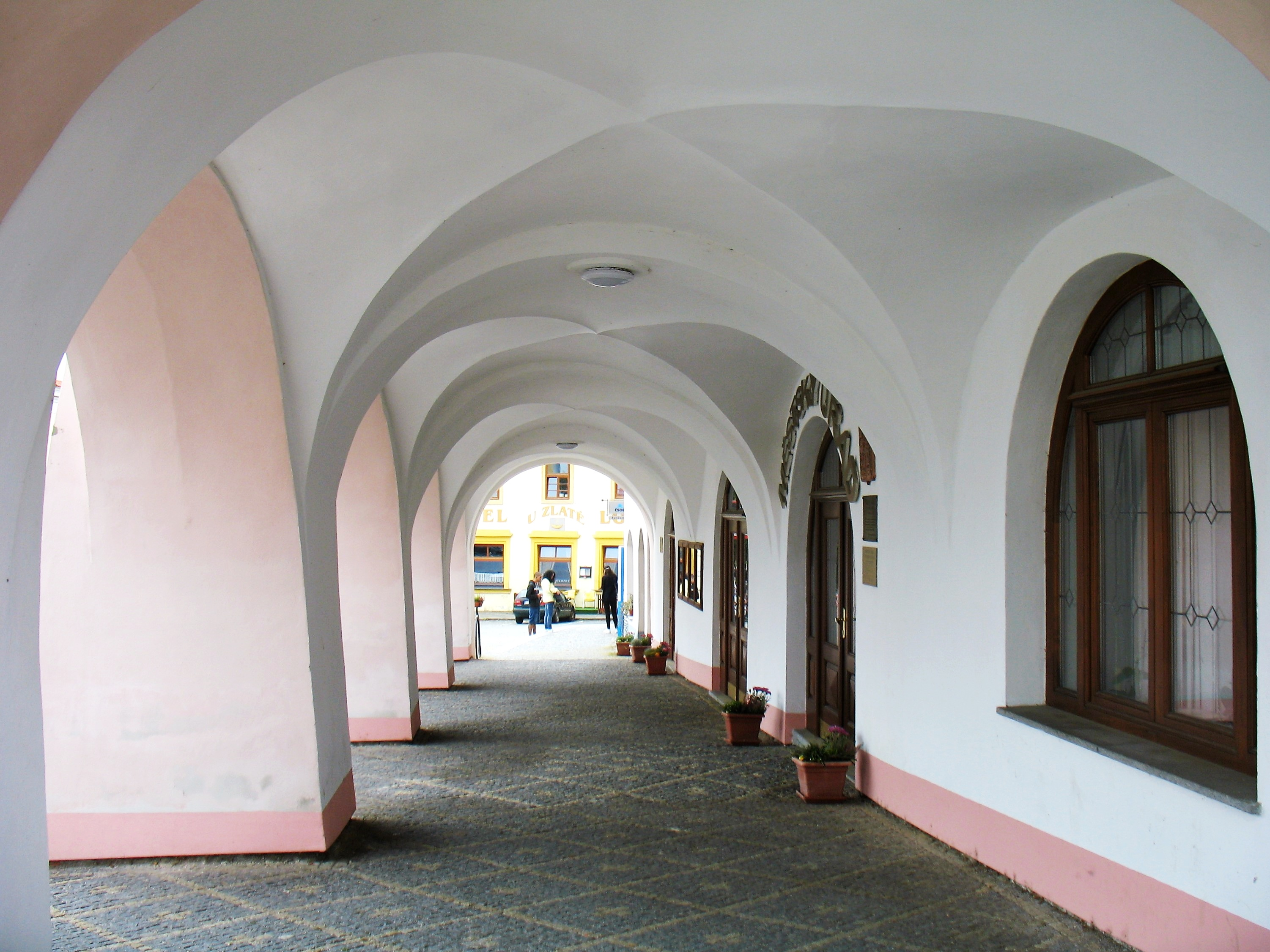
Podloubí s křížovou klenbou bez žeber
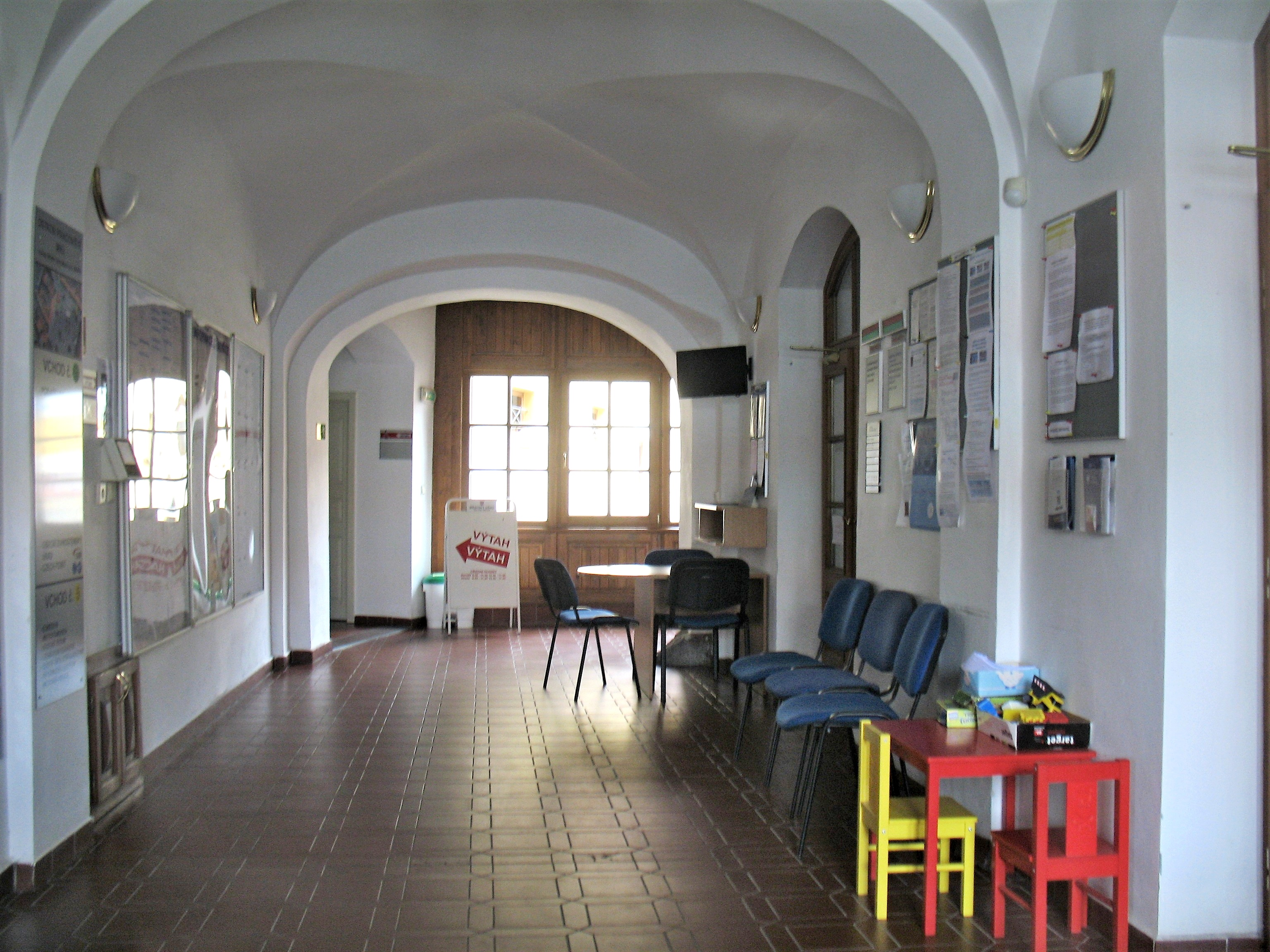
Vstupní hala v přízemí
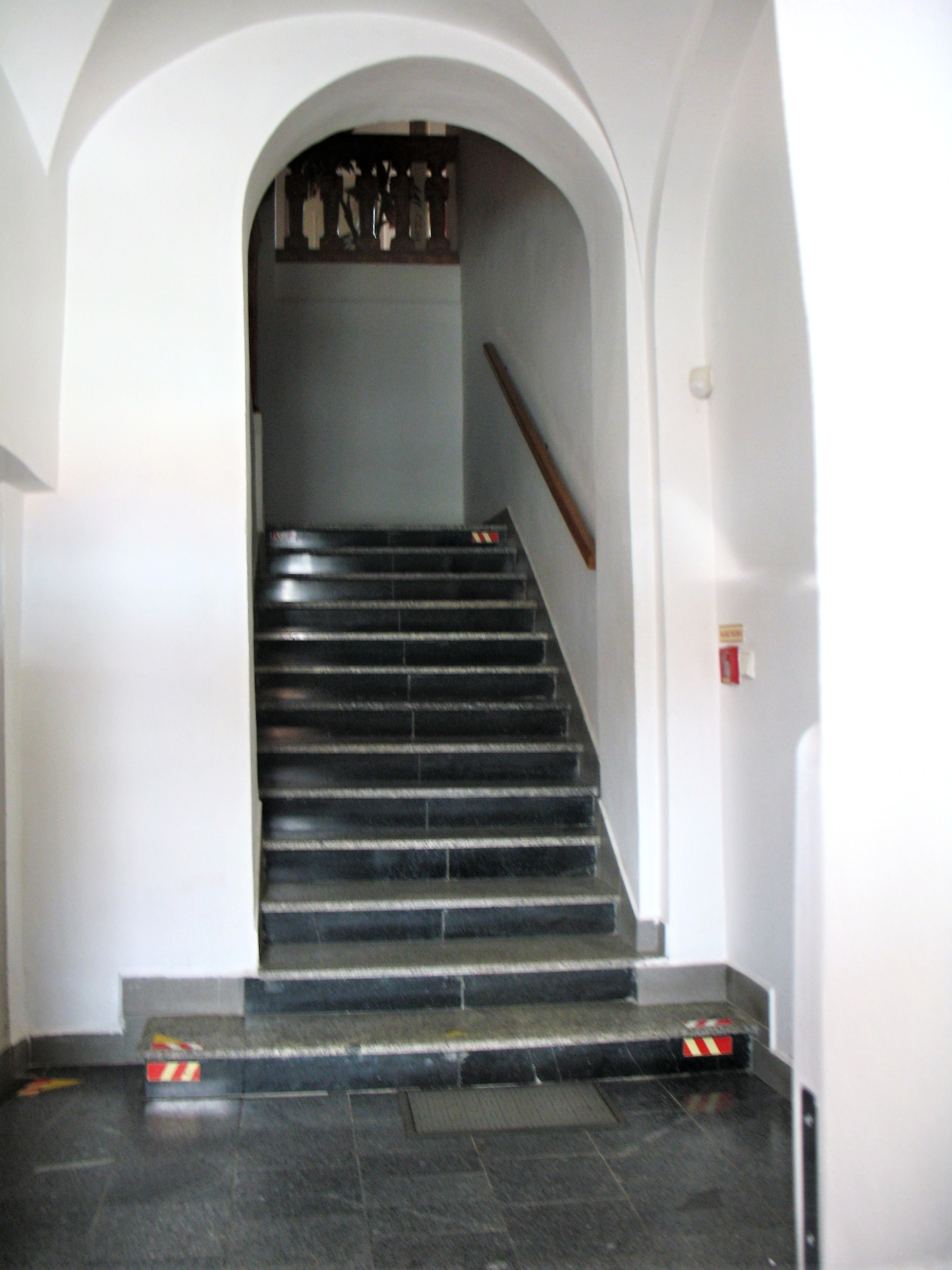
Schodiště

## Novodobé rekonstrukce
V roce 1975 proběhla rekonstrukce domů čp. 2 a 25. V roce 1995 byla provedena obnova fasád na obou domech. V roce 1997 proběhla rekonstrukce střešní krytiny. V roce 2002 byly stávající objekty radnice zrekonstruovány za účelem rozšíření kancelářských prostor. V současnosti je v patře zasedací místnost radnice, přízemí a loubí využívá Městská galerie Art Club.